# ديكس (نيويورك)
ديكس (بالإنجليزية: Dix, New York)‏ هي بلدة أمريكية تقع في الولايات المتحدة في مقاطعة شويلر، نيويورك. يقدر عدد سكانها بـ 4,197 نسمة ومساحتها 94.9 كم2 وترتفع عن سطح البحر 434 متر.